# Tiziana Nisini
Tiziana Nisini (Pavia, 18 ottobre 1975) è una politica italiana.
Dal 13 ottobre 2022 deputata alla Camera per la Lega per Salvini Premier, è stata senatrice della Repubblica nella XVIII legislatura e sottosegretaria di Stato al Ministero del lavoro e delle politiche sociali dal 1º marzo 2021 al 22 ottobre 2022 nel governo Draghi.

## Biografia
Nata il 18 ottobre 1975 a Pavia, si è diplomata in ragioneria a Voghera (PV), viene assunta nel 2000 dalla Banca CR Firenze, trasferendosi in Toscana, vivendo da alcuni anni a San Gimignano.
Iscritta alla Lega Nord, alle elezioni europee del 2014 viene candidata al Parlamento europeo, tra le liste "Lega Nord - Die Freiheitlichen" nella circoscrizione Italia centrale, ottenendo 602 preferenze e non risultando eletta.
È stata assessore per le pari opportunità, politiche della casa e politiche giovanili del comune di Arezzo dal 2015 al 2020 nella giunta comunale di centro-destra guidata da Alessandro Ghinelli.
Alle elezioni regionali in Toscana del 2015 si è candidata tra le liste della Lega nelle circoscrizioni Firenze 1, Siena e Arezzo, nella mozione di Claudio Borghi, ottenendo rispettivamente 490, 864 e 687 preferenze e non risultando eletta in consiglio regionale della Toscana.

### Senatrice e Sottosegretaria
Alle elezioni politiche del 2018 viene candidata al Senato della Repubblica nel collegio uninominale Toscana - 04 (Arezzo), sostenuto dalla coalizione di centro-destra, ottenendo il 33,89% e venendo superata dal candidato del centro-sinistra Riccardo Nencini (34,97%), e nelle liste della Lega nel collegio plurinominale Toscana - 02, dove è eletta senatrice.
Il 25 febbraio 2021 viene indicata dal Consiglio dei Ministri come sottosegretaria di Stato al Ministero del lavoro e delle politiche sociali nel governo Draghi, entrando in carica dal 1º marzo.

### Elezione a deputata
Alle elezioni politiche anticipate del 2022 viene candidata alla Camera dei deputati per la Lega per Salvini Premier sia nel collegio uninominale Toscana - 09 (Arezzo), sostenuta dalla coalizione di centro-destra, che nei collegi plurinominali Toscana - 02 come capolista e Toscana - 03 in seconda posizione, venendo eletta nell'uninominale con il 42,9% dei voti e superando i candidati del centro-sinistra, in quota Partito Democratico-IDP, Vincenzo Ceccarelli (33,2%) e del Movimento 5 Stelle Tommaso Pierazzi (10,24%). Nella XIX legislatura è componente e vicepresidente della 11ª Commissione Lavoro pubblico e privato.